# Intermot

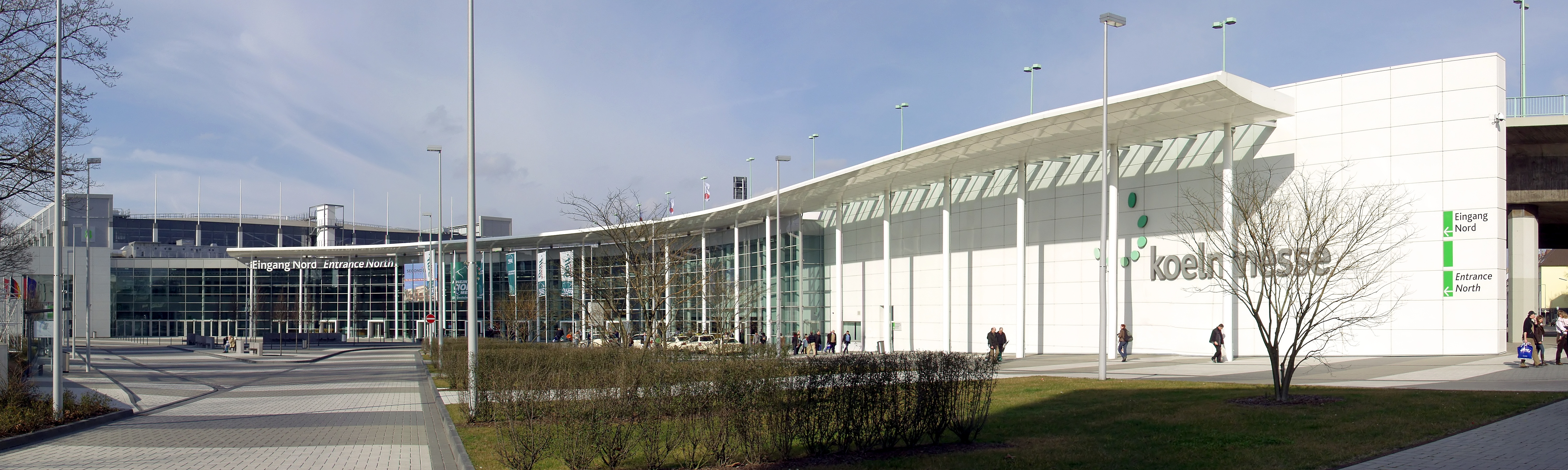
Entrée nord du Koelnmesse.

L’Intermot (Internationale Motorrad- und Rollermesse) est un salon bisannuel pour les fabricants de deux-roues. Bien que fondé à Cologne, la première édition a eu lieu à Munich en 1998. C’est seulement depuis 2004 qu’il a lieu au Koelnmesse de Cologne.
L’édition 2006 a rassemblé plus de 1 000 exposants et plus de 187 000 visiteurs.